# Ozma, regina di Oz
Ozma, regina di Oz, oppure Ozma di Oz (Ozma of Oz) è un romanzo fantastico di Lyman Frank Baum, sequel de Il meraviglioso paese di Oz e appartenente alla saga del "mondo di Oz". Narra una nuova avventura di Dorothy Gale in un nuovo mondo fantastico, Evlandia, separato dalla terra di Oz da un deserto.
È il primo capitolo che Baum scrisse con l'idea di creare una saga.

## Trama
La piccola Dorothy si trova su un veliero alla volta dell'Australia in compagnia dello zio Henry quando a causa di una terribile tempesta cade in mare e naufraga in una terra sconosciuta in compagnia di una simpaticissima gallinella. Essendo una terra incantata, la gallina Billina parla. Dorothy incontra degli strani esseri "Rotatori", un automa di rame, Tic toc, incontra la principessa di Evlandia, Vagosembiante, che cambia sempre la propria testa (e anche pensieri), infine sopraggiunge la nuova sovrana di Oz, Ozma, con l'intento di chiedere alla principessa Vagosembiante il permesso di liberare la regina di Evlandia e i suoi dieci figli prigionieri del terribile re dei Momi, sovrano di tutto il mondo sotterraneo, a cui erano stati venduti dal marito. Dorothy, che nel frattempo ha rincontrato il boscaiolo di stagno, lo spaventapasseri e il leone codardo, e altri personaggi, intraprende una nuova avventura alla volta del regno sotterraneo con la reginetta Ozma e i suoi vecchi e nuovi compagni per liberare la regina e i dieci figli trasformati in ninnoli.

## Adattamenti
- Nel fantastico mondo di Oz (1985) è un libero adattamento del romanzo.
- La terza parte della serie TV anime Il mago di Oz (1986) è dedicata a questo capitolo (episodi 31-41). Gli undici episodi sono stati successivamente editati in un film riassuntivo di 95 minuti, distribuito in DVD come Ozma di Oz.
- Dorothy Meets Ozma of Oz (1987) cortometraggio d'animazione direct-to-video.
- Ozu no Ozuma hime (1989) episodio 27 della serie anime Funky Fables.
- Mamo, czy kury potrafią mówić? (1997), film d'animazione diretto da Krystyna Krupska-Wysocka e Tadeusz Wilkosz, liberamente tratto dal romanzo.

## Edizioni italiane
- L. Frank Baum, Ozma, regina di Oz, traduzione di Maria Luisa Agosti Castellani, illustrazioni di Miki Ferro Pellizzari, Roma, SAS, Società apostolato stampa, 1947. - ill. di John R. Neill, Milano, BUR-Rizzoli, 1981.
- Il Mago di Oz. Ozma, la Regina di Oz, traduzione di Stella Sacchini e Mirko Esposito, Roma, Carlo Gallucci Editore, 2023, ISBN 9791222102917.